# Federación Helénica de Modelismo
 La Federación Helénica de Modelismo (o ELME) es una organización sin fines de lucro que persigue la promoción del afición a los automóviles teledirigidos en Grecia. Fue fundada a mediados de la década de 1990 por un grupo de entusiastas, con el objetivo de dar a conocer esta afición en su país. 
La federación ha evolucionado a lo largo de los años ofreciendo a sus miembros campeonatos nacionales y acceso a eventos extranjeros como campeonatos europeos y mundiales. 
Actualmente, los eventos nacionales se organizan para varias clases a lo largo de toda Grecia en varias localizaciones. ELME ofrece un seguro por cualquier accidente que pudiera ocurrir, a todos los miembros participantes. Cada año ELME produce un folleto con las reglas para cada clase de carreras, con directivas específicas en cuanto a dimensiones máximas y mínimas, peso, motores homologados, baterías, combustible, etcétera. Estos términos aseguran que las carreras organizadas sean justas y ningún socio tenga ventaja sobre otros, promoviendo el espíritu deportivo y el juego limpio. 
La membresía cuesta 30 € al año y todos los miembros tienen derecho a votar en la asamblea general anual, tienen acceso a todos los eventos que organiza la federación si pagan su cuota de inscripción y son invitados a la fiesta anual junto a sus familiares. 
La cuota de inscripción para todas las carreras de 2013 se fijó en 20 €. 
ELME es miembro de la EFRA (European Federation of Radio Operated Model Automobiles). ELME toma en consideración las reglas de la EFRA y usa sus listas de equipos aprobados utilizados en las carreras de radiocontrol como guía para formar su propio conjunto de reglas. 